# لوتشيانو كوتينو
لوتشيانو كوتينو (بالبرتغالية: Luciano Coutinho‏) هو مصرفي واقتصادي برازيلي، ولد في 1948 في ريسيفي في البرازيل.